# Goldie and the Gingerbreads
Goldie and the Gingerbreads waren eine US-amerikanische Rockband der 1960er-Jahre.
Unter den wenigen ausschließlich aus Frauen bestehenden Musikgruppen der frühen 1960er-Jahre nehmen Goldie and the Gingerbreads noch immer eine besondere Stellung ein. Während ihre Kolleginnen weitgehend unbemerkt von großen Plattenfirmen und meistens ohne richtiges Publikum blieben, brachen Ginger Bianco, Margo Lewis, Carol Mac Donald († 12. März 2007) und Genya Ravan 1963 als erste in die bis dahin von Männern beherrschte Musikindustrie ein, um einem erstaunten Publikum feinste Rockmusik zu liefern.

## Anfänge
Genya Ravan, damals Lead-Sängerin in Richard Perrys Band The Escorts, traf in einem New Yorker Club auf Ginger Panabianco. Ginger trat dort an der Seite eines von Perrys Freunden als Schlagzeugerin auf. Alleine die Entdeckung eines weiblichen Schlagzeugers brachte Genya Raven auf die Idee einer Rockband in reiner Frauenbesetzung. Gemeinsam mit Ginger dachte sie sich damals bereits den Namen Goldie and the Gingerbreads für die Band aus.
Richard Perry und die anderen Bandmitglieder der Escorts waren College-Studenten. Als mit dem Sommer die Konzertsaison vorüber war und das College wieder begann, suchten Genya und Ginger nach einer Pianospielerin. Bald wurde Carol O’Grady für das Projekt rekrutiert.
Die Suche nach einer Gitarristin war schwieriger. Hier lösten sich zunächst verschiedene Damen gegenseitig ab. 1962, bei ihrer ersten Tour mit Chubby Checker durch Deutschland und die Schweiz, hatte die Band überhaupt keine Gitarristin.
Erst 1963 stieß Carol Mac Donald zu den Gingerbreads, die vorübergehend um eine Bassistin verstärkt worden waren. Auch war Carol O’Grady durch Margo Lewis ersetzt worden. Als Gitarristin und Background-Sängerin sollte Carol Mac Donald das vierte, feste Bandmitglied werden.

## Girls, Girls, Girls
Zu den Zeiten, als Goldie and the Gingerbreads in Nordamerika tourten, war ihre Musik für die Clubs nicht halb so interessant wie das Spektakel, das eine reine Frauenband damals bedeutete. Später entstand ihnen auch aus Qualität und Professionalität ein Dilemma, als „weißen“ Radiostationen ihre „schwarze“ Musik, „schwarzen“ Radiostationen dagegen die Hautfarbe der Gingerbreads missfiel.

## Mods and Rockers Ball 1964, Europatournee
Der Modefotograf und Regisseur Jerry Schatzberg gab 1964 eine Party zum Geburtstag des damals berühmten Models Baby Jane Holzer. Den Abend sollten Goldie and the Gingerbreads musikalisch gestalten. Doch es wurde das Fest der Gingerbreads. Unter den Gästen der „Party des Jahres“ befanden sich auch die Rolling Stones und Ahmet Ertegün, der Direktor von Atlantic Records. Im selben Jahr gab es ein Zusammentreffen mit Eric Burdon und den Animals. Ihr Manager übernahm die Gingerbreads für eine England-Tournee. Probleme mit den britischen Einreisegesetzen führten aber dazu, dass die Band zunächst ein paarmal in Deutschland auftrat, unter anderem im Hamburger Star-Club.
Bei den damaligen Konzertereignissen waren die Gingerbreads oft nur eine von bis zu sechs Bands, die am selben Abend auftraten. In Großbritannien tourten sie unter anderem gemeinsam mit den Animals, den Yardbirds, den Hollies, den Rolling Stones und den Kinks. Ein Abstecher ins Pariser Olympia machte sie auch dort augenblicklich zu Publikumslieblingen.

## Das Ende
1967 brachen Goldie and the Gingerbreads auseinander. Die wahrscheinlichste Ursache ist in der starken Persönlichkeit Genya Ravans zu sehen, die bei Kritikern und Musikjournalisten stets den größeren Eindruck hinterließ und auch selbst danach strebte, ihren musikalischen Horizont zu erweitern. Obwohl sie die Kameraderie der anderen Bandmitglieder vermissen würde, begann sie zunächst in Europa alleine aufzutreten.

### Goldie and the Gingerbreads 1968
1968 kehrte Genya Ravan jedoch in die Vereinigten Staaten zurück, um erneut für einige Zeit mit den Gingerbreads zu arbeiten. Doch zum wiederholten Mal waren die Gingerbreads mit ihrem Management unzufrieden und im selben Jahr kam es zur endgültigen Auflösung der Band. Mitverantwortlich waren allgemein wachsende Gegensätze zwischen den Damen und Eifersucht. Verärgert über die Entwicklung, verließ zuerst Margo Lewis die Band.

### Isis
Carol, Ginger und Margo bildeten zusammen mit Suzi Ghezzi später den Kern der Jazz-Fusion Band Isis.

## Women in Rock 1997
Am 13. November 1997 traten die Gingerbreads zu ihrem 30-jährigen Jubiläum und aus Anlass der Veröffentlichung des Rolling Stone Buches Women in Rock noch einmal gemeinsam auf.

## Touchstone Award
Am 3. Februar 1998 wurde Goldie and the Gingerbreads der zweite Touchstone Award der Gesellschaft Women in Music verliehen. Die Auszeichnung geht an Frauen, die den Mut und die Inspiration besitzen, die Musikbranche zu verändern und deren Arbeit Meilensteine legte.

## Diskographie
Goldie and the Gingerbreads veröffentlichten keine Langspielplatten. Ihre Singles dürften heute kostbare Sammlerstücke sein.
- Skinny Vinnie / Chew Chew Fee Fi Fum - 1964
- That's Why I Love You / What Kind of Man Are You - 1965
- Think About The Good Times / Please Please - 1966
- Walking in Different Circles / Song of the Moon - 1967
- Can't You Hear My Heartbeat / Little Boy - 1965
- That's Why I Love You / Skip - 1965
- Sailor Boy / Please Please - 1965
- I Do / Think About The Good Times - 1966
- Can't You Hear My Heartbeat / That's Why I Love You - 1969